# Martin Løwstrøm Nyenget
Martin Løwstrøm Nyenget (* 1. April 1992) ist ein norwegischer Skilangläufer.

## Werdegang
Nyenget gewann mit der norwegischen Staffel 2012 die Bronzemedaille bei den Junioren-Weltmeisterschaften in Erzurum. Bei den U23-Weltmeisterschaften in Val di Fiemme 2014 belegte er sowohl im Skiathlon als auch über 15 km klassisch Platz sechs und wurde Zwölfter im Sprint; ein Jahr später wurde er in Almaty Fünfter im Sprint.
Sein Debüt im Weltcup gab Nyenget im März 2014 beim 50-km-Massenstartrennen im klassischen Stil am Holmenkollen in Oslo, bei dem er Rang 41 belegte. Im Scandinavian Cup gelangen ihm in der Saison 2013/14 sieben Top-Ten-Ergebnisse; die Saison beendete er als Sechster der Gesamtwertung. Bei seinen zweiten Weltcupeinsatz im März 2015 in Lahti holte er mit dem vierten Platz über 15 km klassisch seine ersten Weltcuppunkte. Zu Beginn der Saison 2015/16 kam er in Lillehammer mit dem zweiten Platz mit der Staffel erstmals im Weltcup aufs Podest. Beim Scandinavian-Cup in Vuokatti wurde er über 15 km klassisch Dritter und holte über 15 km Freistil seinen ersten Sieg im Scandinavian Cup. Im weiteren Saisonverlauf erreichte er im Scandinavian-Cup vier Top-Zehn-Platzierungen und gewann zum Saisonende die Gesamtwertung. Sein bestes Saisonergebnis im Weltcupeinzel war der achte Platz im Skiathlon in Lahti. Bei den norwegischen Meisterschaften 2016 in Tromsø und in Beitostølen wurde er zusammen mit Morten Eide Pedersen im Teamsprint Dritter. Mit der Staffel und über 15 km klassisch errang er jeweils den zweiten Platz. In der Saison 2018/19 kam er im Scandinavian-Cup siebenmal unter den ersten Zehn, darunter Platz zwei in Vuokatti über 15 km klassisch und in Piteå im 30-km-Massenstartrennen und gewann damit erneut die Gesamtwertung. Im April 2018 wurde er zusammen mit Håvard Solås Taugbøl norwegischer Meister im Teamsprint. In der folgenden Saison errang er mit fünf Top-Zehn-Platzierungen den vierten Platz in der Gesamtwertung des Scandinavian-Cups. Nach zwei zweiten Plätzen im Scandinavian-Cup in Vuokatti zu Beginn der Saison 2019/20, wurde er bei der Skitour 2020 Fünfter. Dabei erreichte er in der Verfolgung in Östersund mit dem dritten Platz seine erste Podestplatzierung im Weltcupeinzel und zum Saisonende den sechsten Platz in der Gesamtwertung des Scandinavian-Cups und jeweils den 18. Platz im Gesamtweltcup und Distanzweltcup.
Nach dritten Plätzen über 15 km Freistil sowie mit der Staffel in Lillehammer zu Beginn der Saison 2021/22, errang Nyenget bei der Tour de Ski 2021/22 den 12. Platz. Es folgten zwei zweite Plätze bei den Ski Classics und holte in Oslo im 50-km-Massenstartrennen seinen ersten Weltcupsieg. Zum Saisonende lief er in Falun auf den zweiten Platz im Mixed-Teamsprint und erreichte abschließend den siebten Platz im Gesamtweltcup. Zudem wurde er norwegischer Meister im Skiathlon sowie über 15 km klassisch und siegte beim Reistadløpet.

## Erfolge

### Siege bei Weltcuprennen

#### Weltcupsiege im Einzel
| Nr. | Datum             | Ort         | Disziplin                       |
| --- | ----------------- | ----------- | ------------------------------- |
| 1.  | 6. März 2022      | Oslo        | 50 km klassisch Massenstart     |
| 2.  | 25. November 2023 | Ruka        | 10 km klassisch Individualstart |
| 3.  | 6. Dezember 2024  | Lillehammer | 10 km Freistil Individualstart  |
| 4.  | 15. Dezember 2024 | Davos       | 20 km klassisch Individualstart |
| 5.  | 15. März 2025     | Oslo        | 20 km klassisch Individualstart |

#### Weltcupsiege im Team
| Nr. | Datum            | Ort       | Disziplin            |
| --- | ---------------- | --------- | -------------------- |
| 1.  | 3. Dezember 2023 | Gällivare | 4 × 7,5 km Staffel 1 |
| 2.  | 21. Januar 2024  | Oberhof   | 4 × 7,5 km Staffel 2 |

### Siege bei Continental-Cup-Rennen
| Nr. | Datum             | Ort      | Disziplin                      | Serie            |
| --- | ----------------- | -------- | ------------------------------ | ---------------- |
| 1.  | 13. Dezember 2015 | Vuokatti | 15 km Freistil Individualstart | Scandinavian Cup |
| 2.  | 3. März 2019      | Madona   | Gesamtwertung Minitour         | Scandinavian Cup |

### Siege bei Ski-Classics-Rennen
| Nr. | Datum         | Ort       | Rennen         | Disziplin                   |
| --- | ------------- | --------- | -------------- | --------------------------- |
| 1.  | 2. April 2022 | Bardufoss | Reistadløpet   | 50 km klassisch Massenstart |
| 2.  | 1. April 2023 | Bardufoss | Reistadløpet   | 40 km klassisch Massenstart |
| 3.  | 2. April 2023 | Bardufoss | Summit 2 Senja | 67 km klassisch Massenstart |
| 4.  | 7. April 2024 | Bardufoss | Summit 2 Senja | 60 km klassisch Massenstart |

## Platzierungen im Weltcup

### Weltcup-Statistik
Die Tabelle zeigt die erreichten Platzierungen im Einzelnen.
- 1.–3. Platz: Anzahl der Podiumsplatzierungen
- Top 10: Anzahl der Platzierungen unter den ersten zehn
- Punkteränge: Anzahl der Platzierungen innerhalb der Punkteränge
- Starts: Anzahl gelaufener Rennen in der jeweiligen Disziplin
- Hinweis: Bei den Distanzrennen erfolgt die Einordnung gemäß FIS.

| Platzierung               | Distanzrennen a | Distanzrennen a | Distanzrennen a | Distanzrennen a | Distanzrennen a | Skiathlon Verfolgung | Sprint | Etappen- rennen b | Gesamt | Team   | Team    |
| Platzierung               | ≤ 5 km          | ≤ 10 km         | ≤ 15 km         | ≤ 30 km         | > 30 km         | Skiathlon Verfolgung | Sprint | Etappen- rennen b | Gesamt | Sprint | Staffel |
| ------------------------- | --------------- | --------------- | --------------- | --------------- | --------------- | -------------------- | ------ | ----------------- | ------ | ------ | ------- |
| 1. Platz                  |                 | 2               |                 | 2               | 1               |                      |        |                   | 5      |        | 2       |
| 2. Platz                  |                 | 1               |                 | 1               | 2               |                      |        |                   | 4      | 1      | 3       |
| 3. Platz                  |                 | 4               | 1               | 4               | 1               | 3                    |        |                   | 13     |        | 2       |
| Top 10                    |                 | 14              | 11              | 8               | 6               | 10                   | 1      | 2                 | 52     | 1      | 8       |
| Punkteränge               |                 | 18              | 24              | 14              | 7               | 15                   | 8      | 4                 | 90     | 2      | 8       |
| Starts                    |                 | 18              | 26              | 15              | 10              | 17                   | 16     | 5                 | 107    | 2      | 8       |
| Stand: Saisonende 2024/25 |                 |                 |                 |                 |                 |                      |        |                   |        |        |         |

### Weltcup-Gesamtplatzierungen
| Saison  | Gesamt | Gesamt | Distanz | Distanz | Sprint | Sprint |
| Saison  | Punkte | Platz  | Punkte  | Platz   | Punkte | Platz  |
| ------- | ------ | ------ | ------- | ------- | ------ | ------ |
| 2014/15 | 50     | 91.    | 50      | 52.     | -      | -      |
| 2015/16 | 133    | 53.    | 117     | 30.     | 16     | 66.    |
| 2016/17 | 154    | 42.    | 91      | 36.     | 37     | 44.    |
| 2017/18 | -      | -      | -       | -       | -      | -      |
| 2018/19 | 109    | 54.    | 96      | 34.     | 13     | 65.    |
| 2019/20 | 408    | 18.    | 233     | 18.     | 40     | 46.    |
| 2020/21 | 108    | 50.    | 108     | 28.     | -      | -      |
| 2021/22 | 501    | 7.     | 399     | 4.      | 14     | 65.    |
| 2022/23 | 838    | 18.    | 838     | 6.      | -      | -      |
| 2023/24 | 1409   | 5.     | 1154    | 4.      | -      | -      |
| 2024/25 | 1154   | 9.     | 1154    | 2.      | -      | -      |